# DVB-C2
| Llista d'Estàndards DVB |
| Família DVB (Europa) |
| --- |
| |
| DVB-S (Satèl·lit) - DVB-S2 DVB-T (Terrestre) - DVB-T2 DVB-C (Cable) - DVB-C2 DVB-H (Dispositius Mòbils) - DVB-SH (Terrestre/Satèl·lit) |
| |
| Família ATSC (EUA) |
| |
| ATSC (Terrestre/Cable) ATSC-M/H (Dispositius Mòbils)                                                                                   |
| |
| Família ISDB (Japó/Brasil) |
| |
| ISDB-S (Satèl·lit) ISDB-T (Terrestre) - One_Seg (Dispositius Mòbils) ISDB-C (Cable) SBTVD/ISDB-Tb (Brasil)                             |
| |
| Estàndards DVB Xina |
| |
| DMB-T/H (Terrestre/Mòbil) ADTB-T (Terrestre) CMMB (Dispositius Mòbils) DMB-T (Terrestre)                                               |
| |
| Família Radiodifusió multimèdia digital (DMB) (Corea)                                                                                  |
| |
| T-DMB (Terrestre) S-DMB (Satèl·lit) |
| |
| MediaFLO |
| |
| Codecs |
| Vídeo - MPEG-2 - H.264/MPEG-4AVC Àudio - MP3 - AC-3 - AAC - HE-AAC                                                                     |
| |
| Bandes de freqüència |
| |
| VHF |
| UHF |
| SHF |

DVB-C2 (Digital Video Broadcasting – Cable) és l'estàndard de segona generació de transmissió de televisió digital per cable desenvolupat per l'estàndard DVB. Utilitza les últimes tècniques de modulació i codificació per a permetre un ús altament eficient de les xarxes de cable en les quals fins ara, en molts casos, la capacitat de transmissió de dades s'estava utilitzant al seu límit. DVB-C2 s'utilitzarà inicialment per a la prestació de nous serveis innovadors, com el vídeo sota demanda (VOD) i televisió d'alta definició (HDTV), ajudant els operadors digitals per seguir sent competitius i també per satisfer les necessitats de retransmissió, en la llarga migració dels actuals serveis de DVB-C a DVB-C2.

## Història
DVB-C va ser publicat per primera vegada per l'ETSI al desembre de 1994, convertint-se després en el sistema de transport més utilitzat per a la televisió digital per cable. La norma està implementada a tot el món en els sistemes que van des de les xarxes de televisió per cable més grans (CATV) fins als sistemes d'antena de TV via satèl·lit més petits (SMATV).
Igual que tots els estàndards DVB, l'especificació es basa en una sèrie de requisits comercials. Els requisits clau inclouen un augment de la capacitat (almenys d'un 30%), el suport dels diferents protocols d'entrada, i la millora en el rendiment d'errors. DVB-C2 reutilitza alguns dels blocs de construcció d'altres sistemes DVB de segona generació. El nou estàndard no estava obligat a ser compatible amb el DVB-C, encara que els receptors DVB-C2 seran capaços de manejar també els serveis de DVB-C. El 18 de febrer de 2008 es va anunciar que el DVB-C2 es desenvoluparia durant l'any 2008. Les especificacions finals del DVB-C2 (DVB BlueBook A138) van ser aprovades pels directius de DVB a l'abril de 2009 i publicades a l'abril de 2010. En el mateix mes, es va publicar el Document de Directrius d'Implantació (DVB BlueBook A147) i la Universitat Tècnica de Braunschweig va realitzar la primera transmissió en directe de DVB-C2, que va complir les expectatives de rendiment esperades. Els primers sintonitzadors de DVB-C2, s'esperen per a mitjans del 2011.

## Comparació amb sistema DVB-C2
Igual que el seu predecessor, el DVB-C2 ofereix una àmplia gamma de maneres i opcions que poden ser optimitzades per les diferents característiques de les xarxes i les exigències dels diferents serveis previstos lliurats als clients del cable.

### Taula comparativa entre el sistema DVB-C i el sistema DVB-C2
|                       | DVB-C                               | DVB-C2                                                         |
| --------------------- | ----------------------------------- | -------------------------------------------------------------- |
| Interfície d'entrada  | Single Transport Stream (TS)        | Multiple Transport Stream i Generic Stream Encapsulation (GSE) |
| Modes                 | Codificació i Modulació constants   | Codificació i Modulació constants i adaptatives                |
| FEC                   | [[Reed-Solomon\|Reed Solomon (RS)]] | LDPC + BCH                                                     |
| Dispersor             | Dispersió per bit                   | Dispersió per temps de bit i per freqüència                    |
| Modulació             | QAM d'una única portadora           | CODFM                                                          |
| Pilots                | NO                                  | Scattered i Continual Pilots                                   |
| Interval de guarda    | NO                                  | 1/64 o 1/128                                                   |
| Esquemes de modulació | 16 a 256-QAM                        | 16 a 4096-QAM                                                  |

Les tècniques de codificació i de modulació ofereixen una eficiència espectral superior al 30% en les mateixes condicions que les implementacions DVB-C d'avui. Després de l'apagada analògica l'augment de la capacitat d'execució serà superior al 60% per les xarxes HFC optimitzades.

## Descripció del sistema DVB-C2
El model del sistema genèric C2 està representat a la figura 1. L'entrada del sistema(s) poden ser una o més MPEG-2 Transport Stream(s) i/o un o més Generic Stream(s). L'entrada del preprocessador, que no forma part del sistema C2, pot incloure un separador de serveis o un demultiplexor de Transport Streams (TS) de cara a separar els serveis en el sistema C2, que són un o més fluxos de dades lògiques. Posteriorment, aquests són transportats en els diferents tubs de la capa física (PLPs – Phisycal Layer Pipes).
La sortida del sistema és un senyal que serà transmès a un canal de RF.

## Arquitectura del sistema

### Pre-processament d'entrada
Creació de les PLPs: Transport Stream (TS), Generic Stream Encapsulation (GSE), Generic Continuous Stream (GCS), o Generic Fixed-length Packetized Stream (GFPS).

### Processament d'entrada

#### Adaptació de mode
Els mòduls d'adaptació de mode, que operen per separat en el contingut de cada PLP, tallen el flux de dades d'entrada en els camps de dades que, després de l'adaptació corrent, formaran els quadres de banda base (BBFrame).
El mòdul d'adaptació de mode comprèn la interfície d'entrada, seguit per tres subsistemes opcionals(el sincronitzador del flux d'entrada, la unitat d'eliminació de paquets nuls i el codificador CRC-8) i després acaba tallant el flux de dades entrants en els camps de dades i inserint la capçalera de la banda base (BBHeader) a l'inici de cada camp de dades.

#### Adaptació de corrent
L'adaptació de corrent proporciona:
- Programació: El programador haurà de decidir, juntament amb el constructor dels Data Slice, quines Data Slice del sistema C2 final portaran dades i per quines PLP.
- Padding: El Padding pot ser aplicat en circumstàncies en què les dades d'usuari disponibles per a la transmissió no siguin suficients per a completar un BBFrame.
- BB scrambling: S'aplica un aleatoritzador o scrambler en el BBFrame.

### Bit Interleaved Coding & Modulation

#### Codificafor FEC
A cada BBFrame se li aplica una codificació Forward Error Correction (FEC), quedant a la sortida del codificador frames corregits. Dintre del codificador es realitza un codificació interna amb codis BCH, i una externa amb Low Density Parity Checks (LDPC). Finalment, la sortida del LDPC, passarà per un dispersor de bit (interleaver).

#### Assignació dels bits a una constel·lació
Cada corrent de bits a la sortida del interleaver, és demultiplexada en N sub-corrents. El nombre de sub-corrents dependrà de la modulació utilitzada (QPSK, 16QAM, 64QAM, 256QAM, 1024QAM, 4096QAM).
Aquests sub-corrents es divideixen en 2 cel·les de paraules paral·leles que seran modulades fent servir les constel·lacions.

### Generació de Data Slice Packets
Les cel·les complexes d'un o dos FECFrames formen un Data Slice Packet.
Els Data Slice Packets per a Data Slice de tipus 1 només transmeten les dades FECFrame i es basen en un punter dins la senyalització del nivell 1, part 2, per a detectar el seu inici.
Els Data Slice Packes per a Data Slice de tipus 2 porten una capçalera FECFrame que permet la sincronització als Data Slice Packets sense cap informació addicional.

### Frame Builder
La funció del Frame Builder és la de muntar les cel·les dels símbols preàmbul i les cel·les produïdes per cada un dels Data Slice en matrius de cel·les OFDM actives.
El Frame Builder opera d'acord amb la informació dinàmica produïda pel programador i la configuració de l'estructura de frame.

### Generació de la OFDM
La funció del mòdul de generació de la OFDM és la d'agafar les cel·les produïdes pel Frame Builder i transformar-les al domini freqüencial.